# Arnoldiola pentaphylloidis
Arnoldiola pentaphylloidis är en tvåvingeart som beskrevs av Fedotova 1990. Arnoldiola pentaphylloidis ingår i släktet Arnoldiola och familjen gallmyggor.
Artens utbredningsområde är Kazakstan. Inga underarter finns listade i Catalogue of Life.